# Karriärmässa
Karriärmässa är en mässa med besökarnas arbetsliv och karriärutveckling i fokus. Karriärmässan består oftast av utställande arbetsgivare som marknadsför sitt arbetsgivarerbjudande, samt vilka karriärmöjligheter som finns hos dem för mässans besökare.
Andra inslag på en karriärmässa kan vara föreläsningar med till exempel karriärutvecklande teman eller aktiviteter såsom CV-granskning och intervjuträning.